# Jean-Louis Piedboeuf
Jean-Louis Piedbœuf, né le 22 juin 1838 à Jupille-sur-Meuse et mort le 20 août 1891 à Solingen - Gräfrath, est un industriel belge et fabricant de chaudières à vapeur à Düsseldorf.

## Vie professionnelle
Issu d'une famille d'industriels liégeois, Jean-Louis Piedbœuf connu un grand succès à Liège, Aix-la-Chapelle et Düsseldorf. 
Il fit des études d'ingénieur des mines à l'Université de Liège qu'il achèvera avec une distinction. Il acquit ensuite une expérience professionnelle pratique aux laminoirs de Sclessin près de Liège puis dans les entreprises familiales Jacques Piedboeuf GmbH, Dampfkesselschmiede à Aix-la-Chapelle et Piedboeuf & Co., Aachener Walz- und Hammerwerk à Aix-la-Chapelle -Rothe Erde.
En raison de la crise économique de 1849 et des liens défavorables d'Aix-la-Chapelle avec les centres économiques rhénans, son père Jean-Pascal Piedbœuf fut l'un des premiers industriels aixois d'origine wallonne à s'aventurer dans la zone industrielle rhénane-westphalienne. Il y constitue à Düsseldorf-Oberbilk un groupe d'entreprises avec des partenaires et des ouvriers belges qualifiés. Ce groupement industriel était composé de sa propre usine de chaudières construite en 1857, du laminoir de tôles Piedboeuf, Dawans & Co. fondé l'année suivante en 1858 avec Adrien Dawans et une usine de production de tubes JP Piedboeuf & Co. à Düsseldorf-Eller.
En 1863, la Kesselbetriebe Jacques Piedboeuf GmbH est reprise par Jean-Louis Piedbœuf et mise à jour avec les dernières technologies. Quelques années plus tard, le restant des activités de son père à Düsseldorf lui furent progressivement transférées. À la suite de cela, Jean-Louis Piedboeuf créa un réseau collaboratif avec des usines voisines, indépendantes et coordonnées pour des raisons stratégiques. Ses entreprises ont surtout bénéficié de la collaboration intensive avec Düsseldorfer Hülsen- und Eisenwalzwerke AG, anciennement Poensgen, fondée en 1872 et de Dawans, Orban et Cie, entreprise liégeoise qui avait étendu ses opérations à Düsselfdorf en 1859 spécifiquement en vue de cette collaboration.
En outre, Jean-Louis Piedbœuf participa à l'exploration de gisements pétroliers et, en tant que membre du conseil d'administration de la Hagen-Düsseldorfer Bohrgesellschaft, il participa à des forages d'essai dans les plaines du nord de l'Allemagne. Il s'intéresse également aux recherches géologiques et paléontologiques, dont il rassemble les résultats dans une impressionnante collection de fossiles.  
Jean Louis Piedbœuf était également membre du conseil d'administration de l'Association des métallurgistes allemands, prédécesseur de l'actuel Institut de l'acier VDEh. En 1866, il rejoint l'Association des ingénieurs allemands (VDI) et  l'Association technique des forges. 

## Vie privée
Jean Louis Piedbœuf est issu d’une famille de la haute bourgeoisie industrielle liégeoise. Il est le fils de Jean-Pascal Piedbœuf (1813–1879) et d'Antoinette Lambinon (1811-1888). Il fut marié à Louise Victoire Adrienne Dawans (1842-1927), avec qui il eut six filles et trois fils. Louise Dawans était elle-même la fille d’Adrien Dawans avec qui son père s'était associé au sein de l'entreprise Piedboeuf, Dawans & Co. 

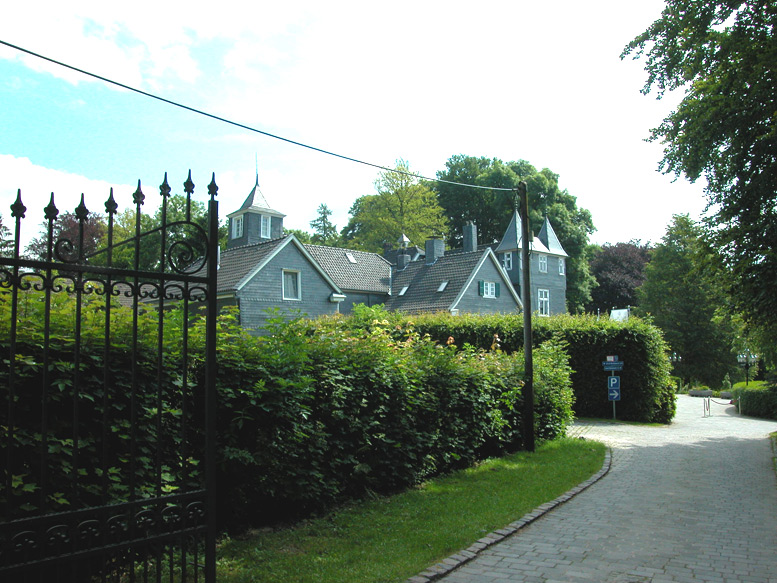
Château de Grünewald

Son fils aîné Paul (1866–1948) reprit l'usine de chaudières de son père et la JP Piedboeuf & Co. Hülsenwerke AG. Son deuxième fils Louis (1874–1956) reprit plus tard la direction de l'entreprise de chaudières de ses cousins, Jacques Piedboeuf GmbH . Son plus jeune fils Adrien (1876–1919) retourne à Liège, où il s'installe en tant que concepteur automobile à succès et fonde la société Automobiles Imperia avec la famille Dawans sous le nom de A.G. Piedboeuf-Dawans et Cie dans un premier temps.
En outre, en 1880, Jean-Louis Piedbœuf acquiert le château de Grünewald avec un grand jardin paysager anglais à Solingen-Gräfrath, qui resta dans la famille jusqu'en 1997 et sert toujours de lieu de rencontre pour la famille élargie. L'impressionnante tombe de Jean Louis Piedbœuf se trouve au Nordfriedhof de Düsseldorf; la tombe est l'œuvre du sculpteur de Düsseldorf Gustav Rutz.

## Distinctions
- Consul de Belgique à Düsseldorf
- Chevalier de l'Ordre de la couronne de Prusse, IVème classe

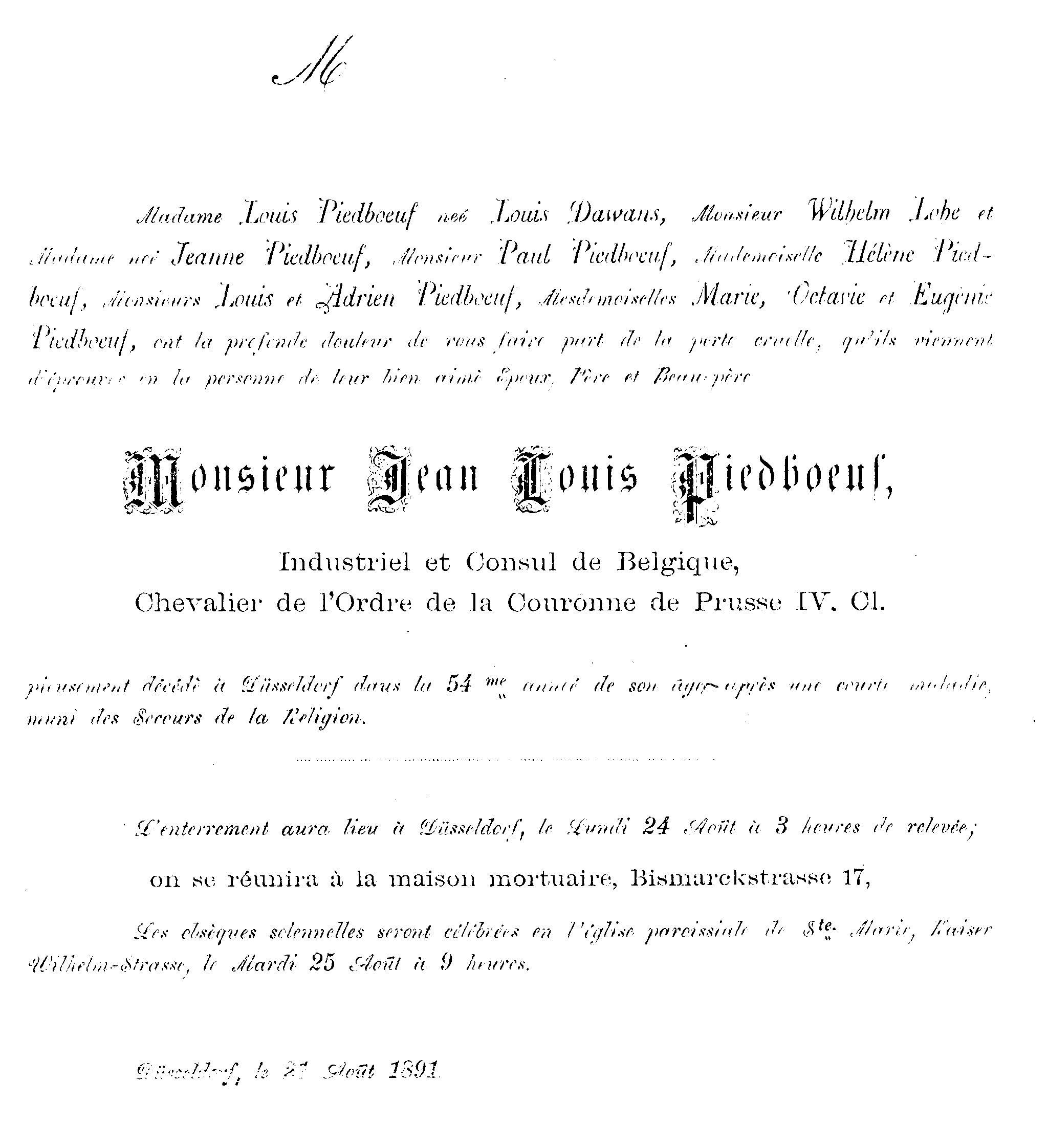
Faire part décès de Jean-Louis Piedboeuf

## Publications de Jean-Louis Piedboeuf (sélection)
- Pétrole Europe centrale, où et comment il est apparu, avec une application particulière à l'industrie pétrolière allemande. Düsseldorf 1883.
- Sur les dernières découvertes de fossiles à Düsseldorf et dans ses environs. Dans : Avis aux clubs scientifiques, année 1887, numéro 1, pp.

## Sources
- Piedbœuf, Jean Louis. Dans : Conrad Matschuss : Les hommes de la technologie. Un manuel biographique. VDI-Verlag, Berlin 1925, p. 203 et suivantes ( extrait pp. 202-206 en ligne au format PDF)
- Hans Seeling : pionniers industriels wallons en Allemagne. (édité par Eugen Wahle) Liège 1983.
- (de) Hans Seeling, « Piedboeuf », dans Neue Deutsche Biographie (NDB), vol. 20, Berlin, Duncker & Humblot, 2001, p. 422 (original numérisé).